# Borgofranco d'Ivrea
Borgofranco d'Ivrea is een gemeente in de Italiaanse provincie Turijn (regio Piëmont) en telt 3665 inwoners (31-12-2004). De oppervlakte bedraagt 13,3 km², de bevolkingsdichtheid is 276 inwoners per km².

## Demografie
Borgofranco d'Ivrea telt ongeveer 1606 huishoudens. Het aantal inwoners daalde in de periode 1991-2001 met 0,8% volgens cijfers uit de tienjaarlijkse volkstellingen van ISTAT.
| Jaar | Inwoneraantal |
| ---- | ------------- |
| 1991 | 3662          |
| 2001 | 3631          |

## Geografie
Borgofranco d'Ivrea grenst aan de volgende gemeenten: Settimo Vittone, Andrate, Nomaglio, Brosso, Quassolo, Chiaverano, Montalto Dora, Lessolo.

## Externe link

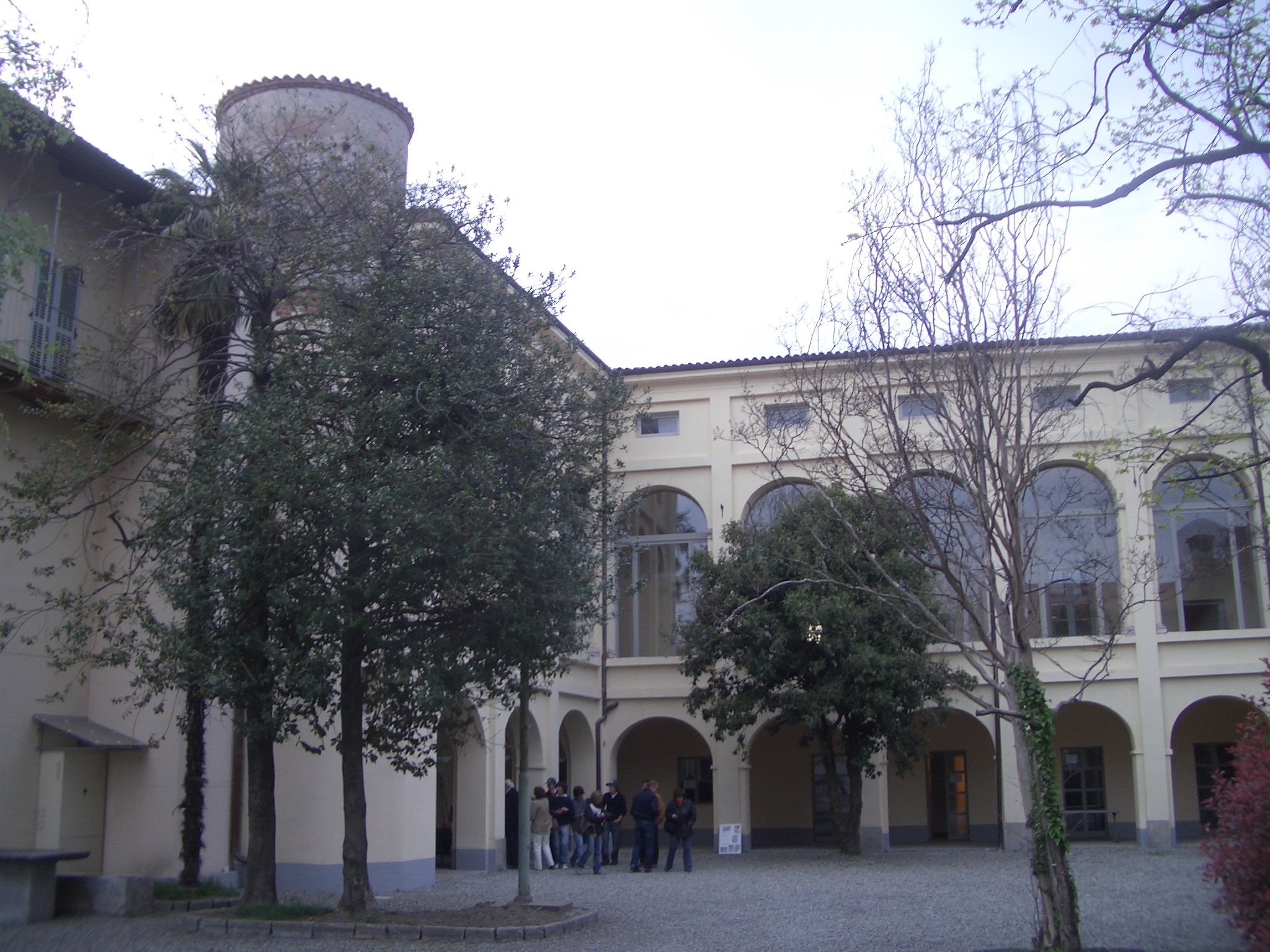
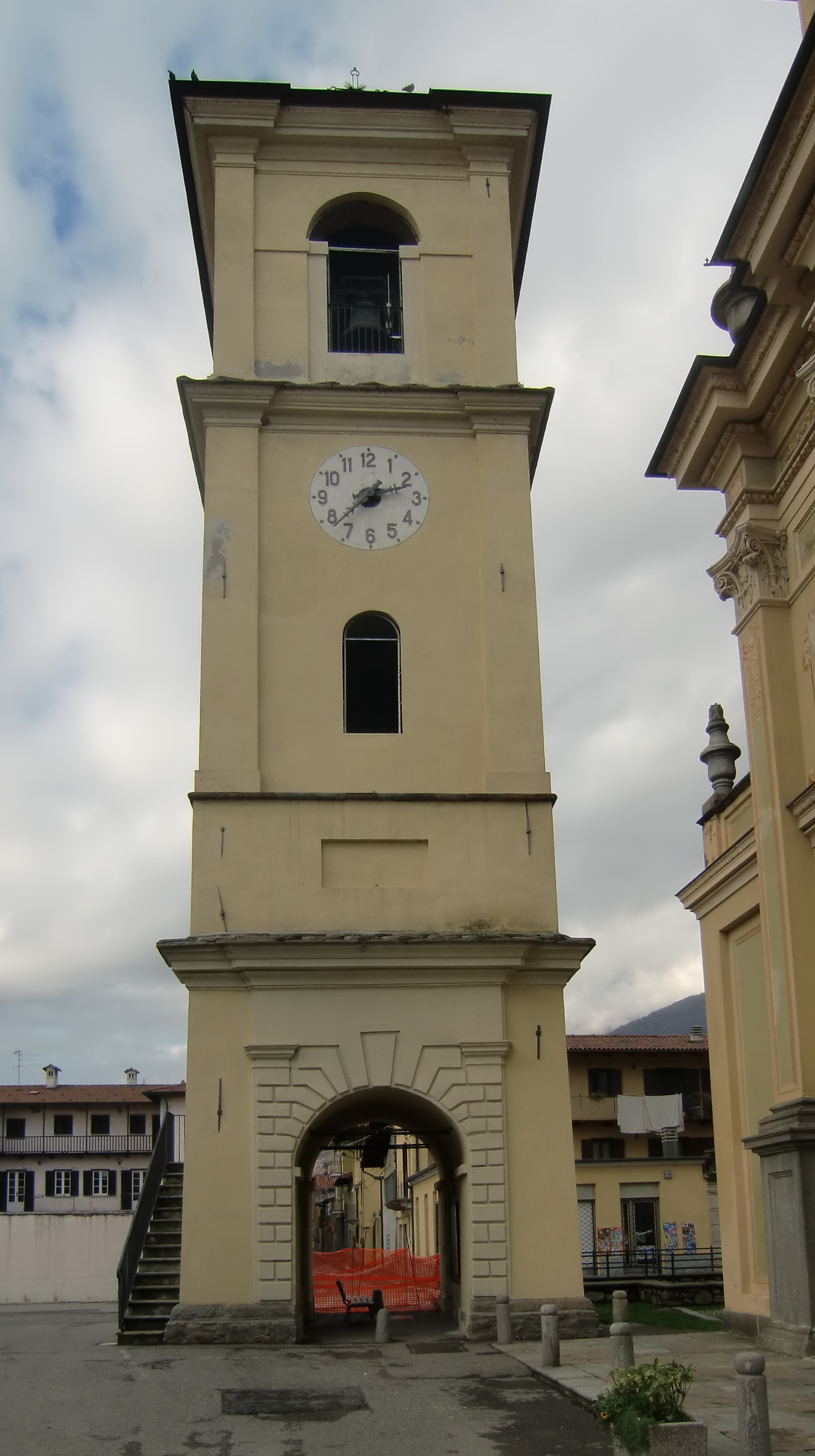
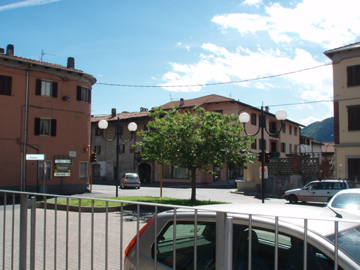